# MotorStorm (série de jogos eletrónicos)
MotorStorm é uma série de jogos de corrida desenvolvida majoritariamente pela Evolution Studios, sendo MotorStorm: Arctic Edge o único a ser desenvolvido pela BigBig Studios e Virtuos, e publicada pela Sony Interactive Entertainment exclusivamente para os consoles PlayStation.
A Sony fechou a Evolution Studios em 22 de março de 2016, assim mantendo a propriedade intelectual de MotorStorm para si. Em Abril de 2016, a Codemasters contratou a maioria dos funcionários da extinta Evolution para uma equipe de desenvolvimento adicional.

## Jogos da série
- MotorStorm (2006);
- MotorStorm: Pacific Rift (2008);
- MotorStorm: Arctic Edge (2009);
- MotorStorm: 3D Rift (2010);
- MotorStorm: Apocalypse (2011);
- MotorStorm: RC (2012).